# 大石定久
大石定久（1491－1549）是日本戰國時代武藏國的武將。山內上杉氏家臣，後來成為後北條氏家臣。瀧山城城主。武藏國守護代。通稱源左衛門尉。別名是大石綱周（受領北條氏康的父親氏綱的一字）。
父親是大石定重。弟弟有憲重、定基、信吉、照仲、定顯。兒子有大石定仲，養子有北條氏照、大石定勝。

## 經歷
大石氏代代都是關東管領上杉氏的重臣並擔任武藏守護代。而定久亦繼承父親之後，不過上杉氏在天文15年（1546年）被北條氏康於河越夜戰中大敗而沒落，於是定久放棄主君上杉憲政並臣從於後北條氏。在永祿2年（1559年）迎氏康的三男氏照為女兒比佐的婿養子，把瀧山城和武藏守護代讓給氏照，入道後號心月齋道俊並於多摩郡五日市的戶倉城隱居。
在隱居後亦沒有很快從屬，與上杉謙信和隣接並領有勝沼城一帶的三田綱秀等人結交。與謙信的軍事和外交對養子氏照相當重要。不久後，三田領被氏照呑併。

## 外部連結
- 後北条氏の家臣団と軍団、伊勢早雲・北条氏綱・北条氏康・北条氏政・北条氏直の家臣団